# 高藤建設
高藤建設（たかふじけんせつ）は、福岡県北九州市門司区に本社を置く建設会社である。

## 概要
福岡県、大阪府などを中心に事業を行なっており、学校・事務所・工場・店舗・倉庫などの建築工事、CS（カスタマーサービス）事業部による修繕工事、ビルメンテナンス等を行なっている。

## 事業所
- 本社 - 福岡県北九州市門司区東新町1丁目1番30号
- 大阪支店 - 大阪府大阪市都島区内代町4丁目3番33号
- 福岡支店 - 福岡県福岡市博多区博多駅東1丁目1番33号
- 周南営業所
- 神戸営業所 - 兵庫県神戸市中央区新港町6番6号
- 下関営業所 - 山口県下関市竹崎町4丁目6番8号
- 日南事業所

## 沿革
- 1932年（昭和7年）3月 - 高藤國太郎が釜山にて建設業創業。
- 1946年（昭和21年）2月 - 福岡県門司市（現・北九州市門司区）に株式会社高藤組設立。
- 1949年（昭和24年）3月 - 現社名に変更。

## 主な施工実績

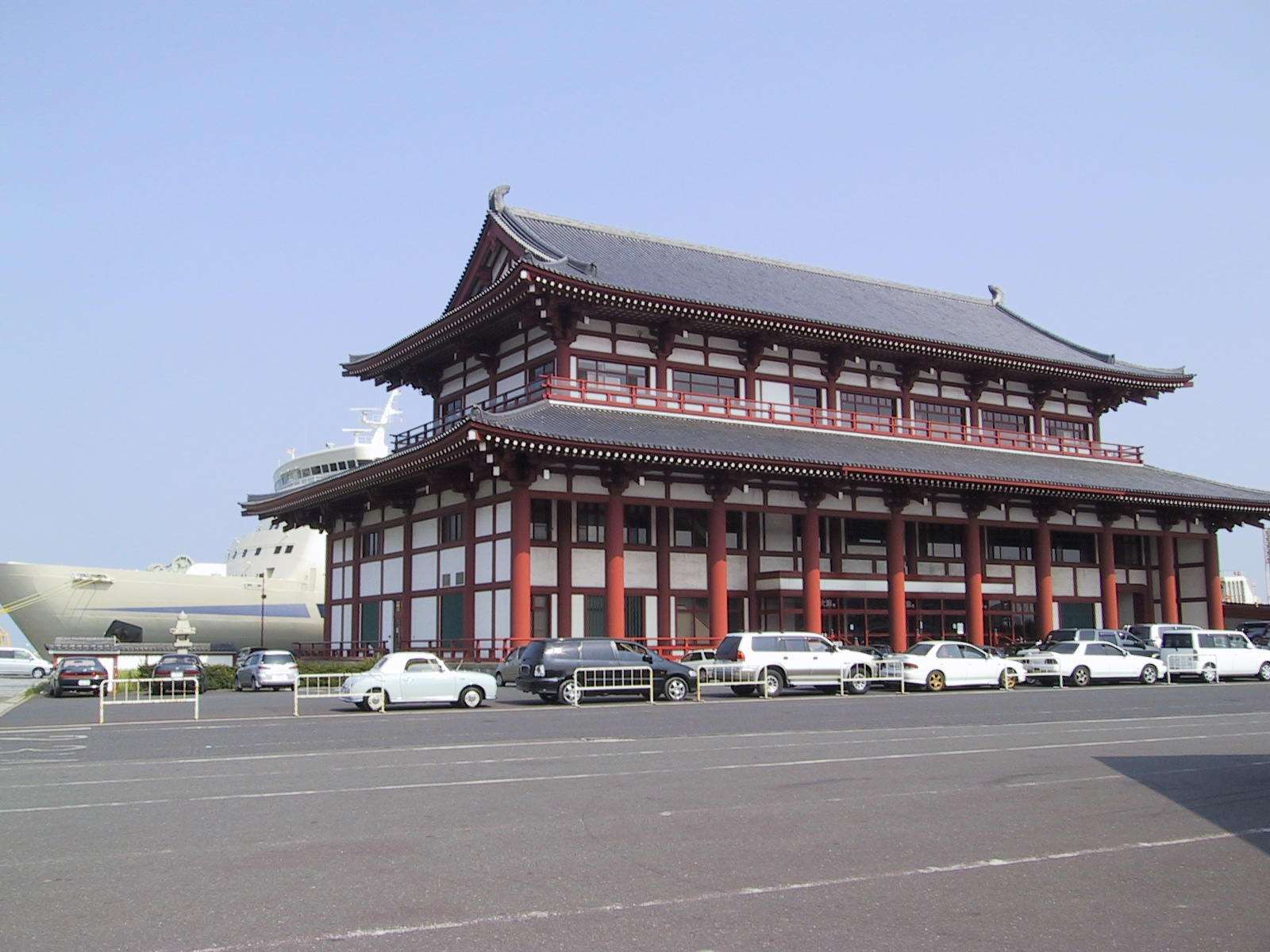
阪九フェリー新門司旅客ターミナル

- ロジポートアイランドシティ博多
- 学校法人鎮西敬愛学園敬愛小学校
- ゼンリンテクノセンター
- ナフコ ホームセンター八幡東店
- 阪九フェリー新門司旅客ターミナル
- 博多港運ロジスティック
- 門司港サイロ
- 愛泉会日南病院
- 西日本産業衛生会　ヘルスケア湯川